# Посольское
Посо́льское (Посо́льск) — село в Кабанском районе Бурятии. Административный центр сельского поселения «Посольское».

## География
Расположено в 48 км западнее районного центра, села Кабанска, на юго-восточном берегу Байкала, севернее устья реки Большая Речка, впадающей в северную бухту Посольского сора. К востоку от села простирается Кударинская степь.
В селе заканчивается, идущая с северо-востока, автодорога регионального значения 03К-040 Береговая — Кабанск — Посольское. С юго-востока к селу подходит автодорога 03К-018 (подъезд от магистрали Р258 «Байкал», протяжённостью 12 км), на которой в 11 км от Посольского находится остановочная платформа в селе Большая Речка и в 14 км восточнее — станция Посольская на Транссибирской магистрали.

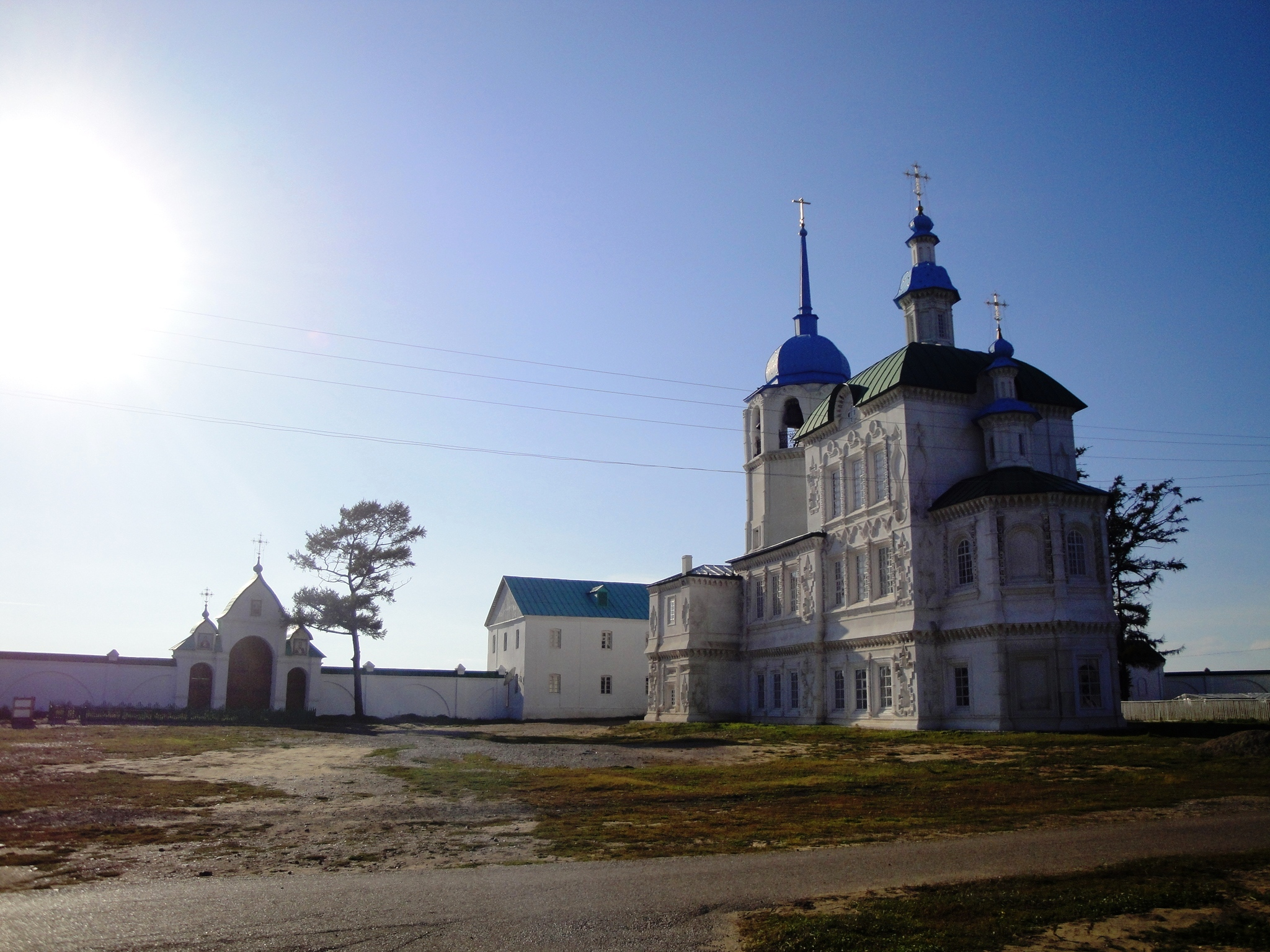
Посольский Спасо-Преображенский мужской монастырь

## История
В 1652 году из Енисейска Пётр Бекетов, «коего искусство и прилежание были уже известны», выступил в поход к забайкальским бурятам. Выйдя на устье Селенги, Бекетов заложил острог Усть-Прорва.
Ранняя история села связана с Посольским Спасо-Преображенским монастырём.
С 1728 по 1839 год в селе действовала государственная пристань, через которою осуществлялось почтовое сообщение с западным берегом Байкала и далее с Иркутском. Через Посольск проходили купеческие караваны, отгружавшие грузы на пристань. Село было крупным рыболовецким центром на Байкале.
В 1866 году у пристани была построена гостиница. В 1870 году рядом с гостиницей построено зимовье и амбар для склада товаров, напротив гостиницы — здание телеграфной станции.
1 января 1870 года в селе открылась церковно-приходская школа, располагавшаяся в доме, построенном за счёт крестьянина Кыштымова. В 1870 году классы посещали 19 мальчиков и 2 девочки. Все дети местных крестьян.
В конце XIX века кабанскими купцами братьями Вассерманами в Посольске была открыта рыбоконсервная фабрика, оборудование которой было закуплено в Германии. Из Германии поступали и корпуса для консервных банок, консервирующие материалы и пряности. В Посольске фабрика размещалась в специально построенном деревянном здании. В летнее время здесь производили консервы из омуля и осётра. В 1921 году фабрика была национализирована, в 1922 году её передали в ведение Центрального рабочего кооператива «Экономия» в Верхнеудинске. Зимой 1922 года оборудование фабрики перевезли в Усть-Баргузин.
Позднее рыбзавод возобновил свою работу в Посольском под названием «Кабанский рыбзавод».
В августе 1924 года этнологическая секция Восточно-Сибирского отделения РГО (Иркутск) организовала исследование говоров жителей Посольского и соседних деревень (исследователь В. А. Малаховский). Было выявлено, что основа говора местных жителей северно-великорусская с рядом южно-великорусских особенностей.

## Население
| 2002 | 2010 |
| ---- | ---- |
| 786  | ↘782 |

## Инфраструктура и экономика
Средняя общеобразовательная школа, детский сад, Дом культуры, библиотека, врачебная амбулатория, почтовое отделение, администрация сельского поселения. СПК «Рыболовецкая артель» Кабанский рыбозавод".

## Достопримечательности
Здесь располагается одна из главных исторических достопримечательностей Бурятии — Посольский Спасо-Преображенский монастырь.